# Сарпа-Кая
Сарпа-Кая, Козырёк - южный отрог Северной Демерджи, массива Главной гряды Крымских гор. 

## Описание
Этимология названия от тюркского "сарп" - обрывистый. Впервые указана на трёхверстовой карте Ф. Ф. Шуберта (1865). Скальная ступень с высокими ребристыми обрывами высотой скальной стенки до 100 м. Выступ юго-западного склона Демерджи-яйлы, расположен к югу от горы Самар-Кая, к юго-западу от главной вершины Северная Демерджи. В 1960-е годы на пологой стороне отрога были проведены посадки сосны крымской. Через Сарпа-Кая проходит тропа туристического маршрута №134 от перевала МАН к перевалу седло Демерджи. Видовая точка, место спортивного скалолазания.

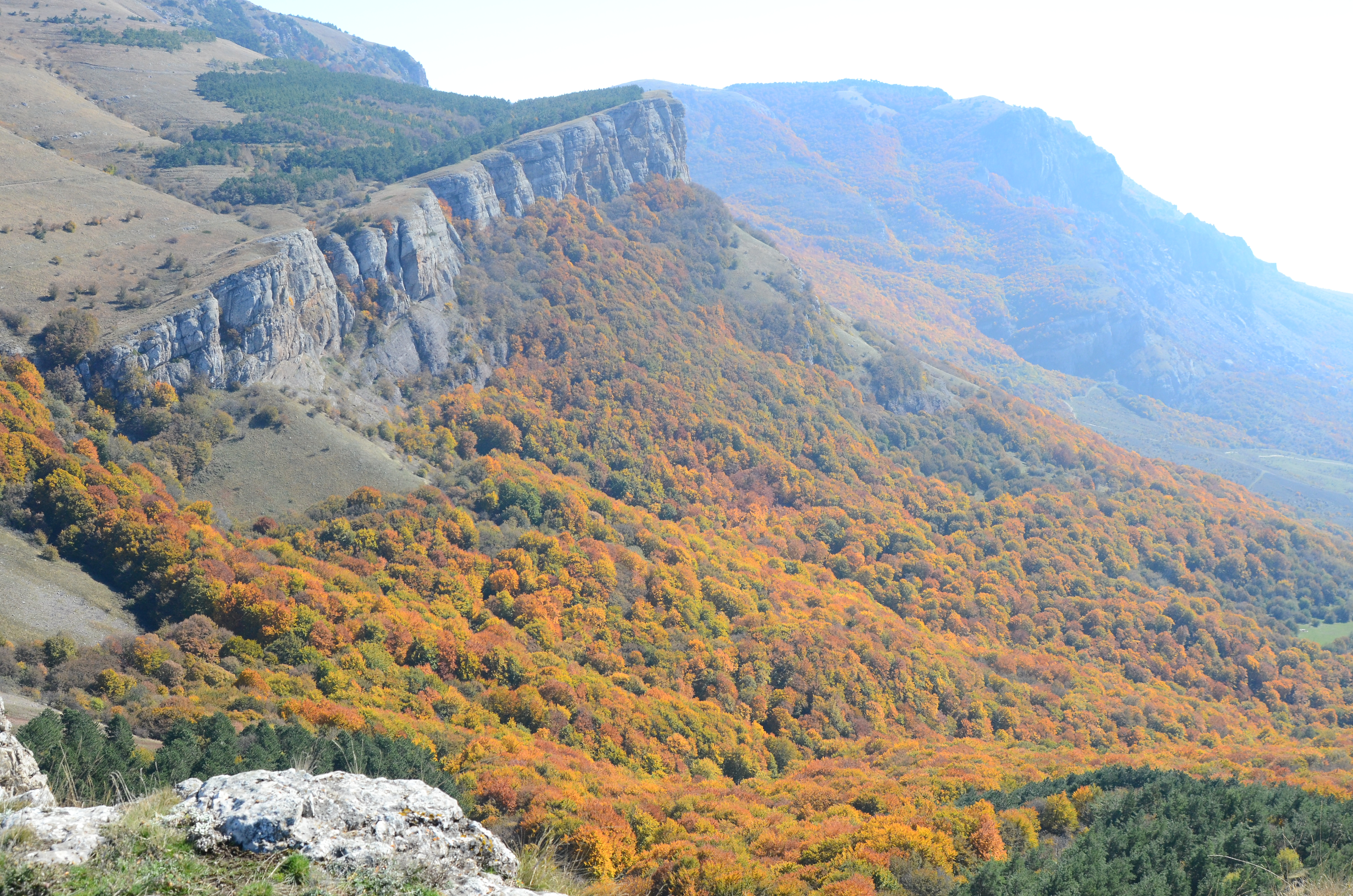
Вид с северо-запада
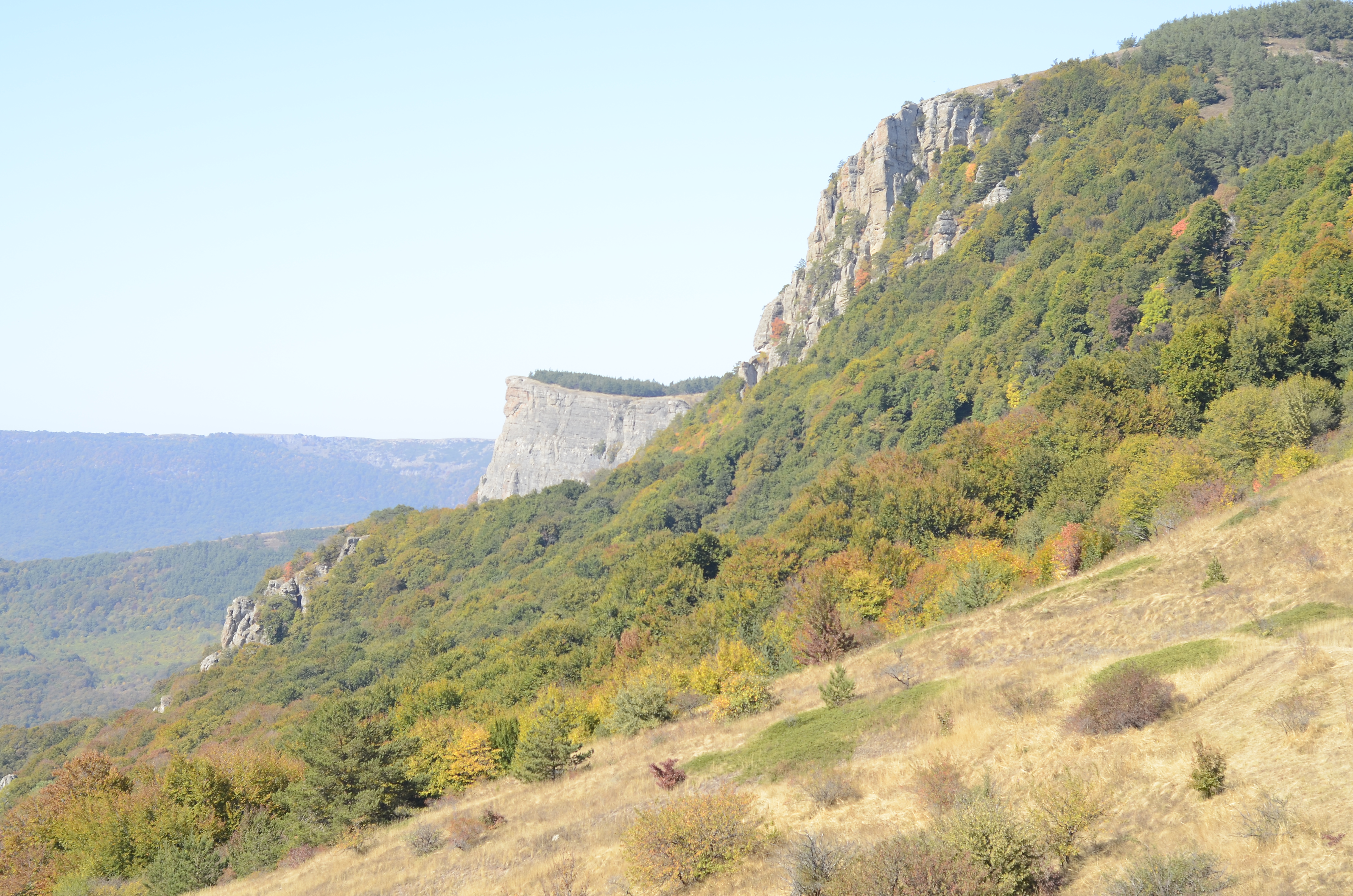
Вид с востока, с перевала седло Демерджи
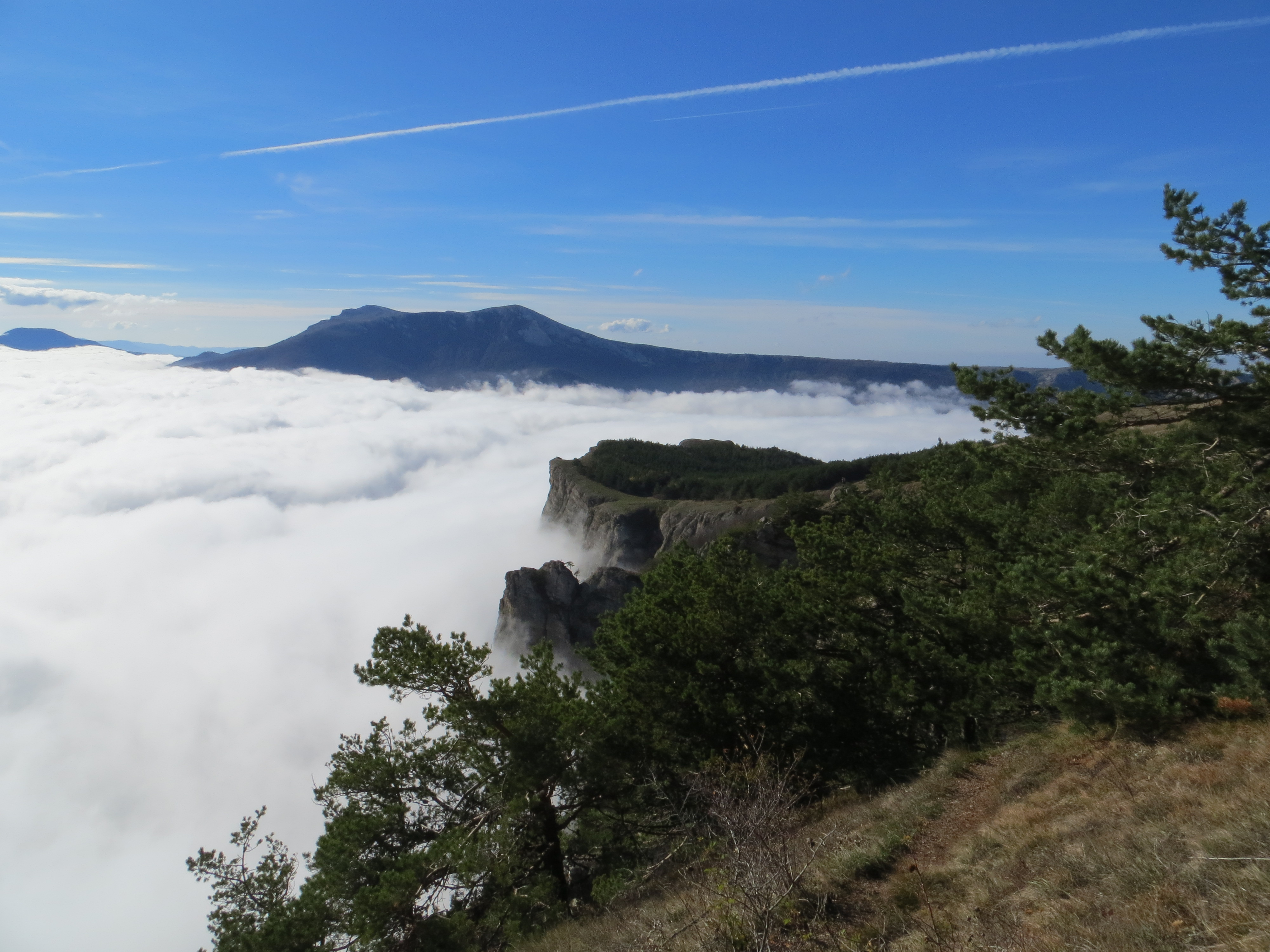
Вид с тропы туристического маршрута №134
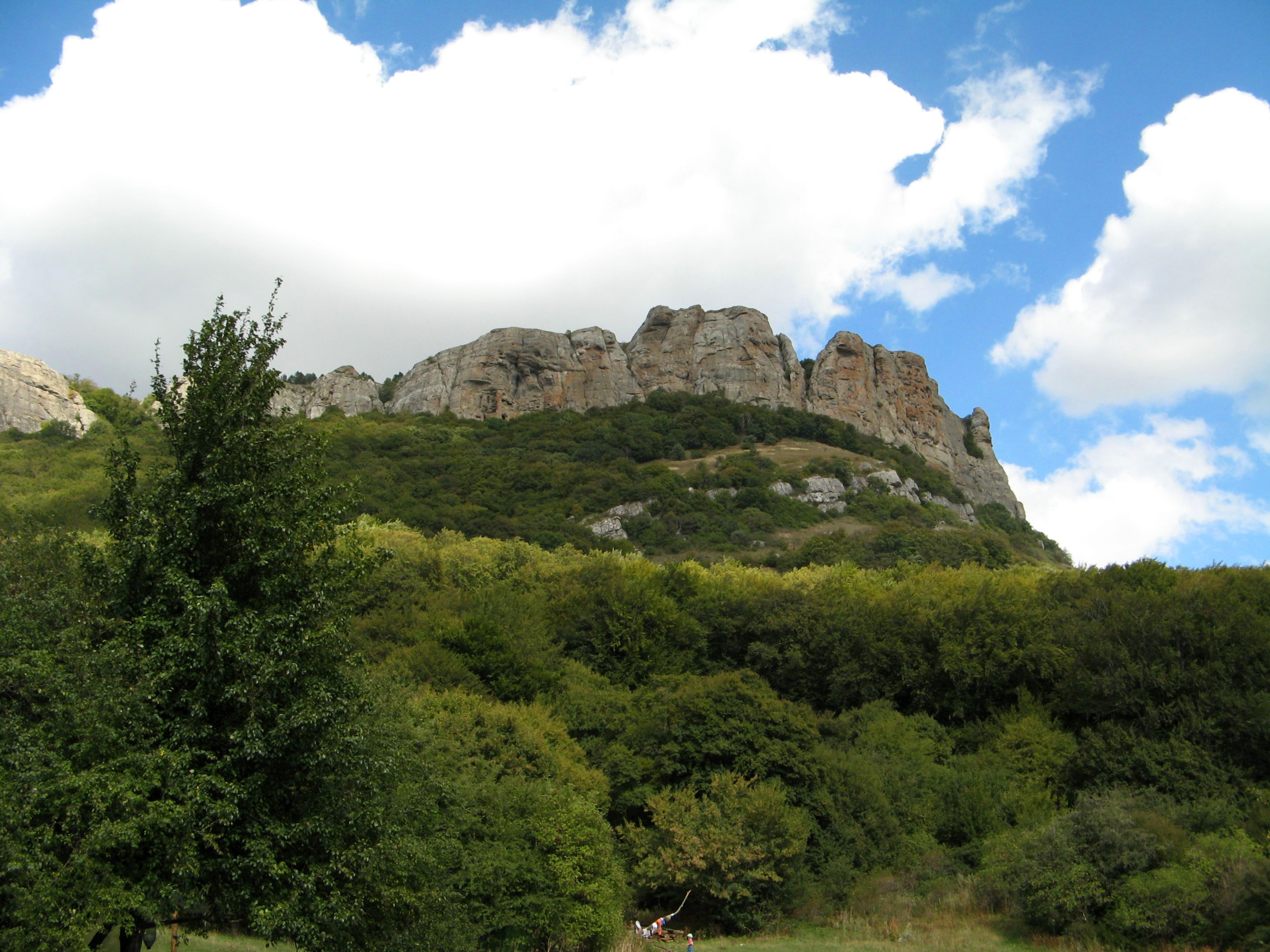
Вид с юго-запада, снизу, от турстоянки "Поляна МАН"